# Rudbar (Afganistan)
Rudbar és una població de l'Afganistan a la part meridional del riu Helmand, a la Província de Nimruz. El nom, degut al riu (Rudbar vol dir 'comarca a la vora d'un riu'), el va agafar durant l'època medieval i consta ja en temps de la dinastia dels safàrides.